# Friedrich Wigger (Archivar)
Peter Gottlieb Daniel Friedrich Wigger (* 17. Juni 1825 in Dassow; † 24. September 1886 in Schwerin) war ein deutscher Archivar. Er leitete als Erster Archivar das Großherzogliche Geheime und Hauptarchiv Schwerin in Mecklenburg.

## Leben
Friedrich Wigger wurde als Sohn des Kramers Joachim Friederich Heinerich Wigger und dessen Frau Elisabeth Louise Catharina, geb. Kniep, geboren. Er besuchte die Domschule Ratzeburg. Ab 1844 studierte er Philologie und Geschichte zuerst an der Georg-August-Universität Göttingen, wo er 1845 Mitglied der Progreß-Burschenschaft Hercynia Göttingen wurde, und später an der Friedrich-Wilhelms-Universität Berlin. 1848 bestand Wigger hier die Prüfung pro facultate docendi, vergleichbar mit dem Ersten Staatsexamen. Großen und dauernden Einfluss hatten auf ihn die Methoden von Karl Lachmann, später jedoch hatte er den Ruf, eher angefochtene Überlieferungen zu stützen, als anzugreifen. Nach seinem Studium war Friedrich Wigger zunächst Privatlehrer. Zu Michaelis 1855 erhielt er eine Anstellung als Lehrer am Gymnasium Fridericianum zu Schwerin. 1859 gab er eine „Hochdeutsche Grammatik mit Rücksicht auf die plattdeutsche Mundart“ heraus, die für mecklenburgische Schulen bestimmt war. 1860 verlieh man ihm den Titel „Oberlehrer“.
Friedrich Wiggers Interesse galt immer den Archivbeständen Mecklenburgs. So übernahm er in der am 28. Januar 1861 von Großherzog Friedrich Franz II. bestätigten „Wissenschaftlichen Commission für die Herausgabe eines Mecklenburgischen Urkundenbuches“ die Redaktion und verließ deshalb den Schuldienst. Er erhielt die Stelle des Registrators beim großherzoglichen Geheimen und Hauptarchiv und war zugleich Zweiter Bibliothekar der Regierungsbibliothek. Bereits 1860 zur 25-Jahr-Feier des Vereins für mecklenburgische Geschichte und Alterthumskunde, gab er die „Mecklenburgischen Annalen bis zum Jahre 1066“ heraus. In dieser chronologisch geordneten Quellensammlung zur mecklenburgischen und westslawischen Geschichte, die für die Geschichtsschreibung Mecklenburgs sehr bedeutsam war, verwies er als Erster auf den Reisebericht des Ibrahim ibn Yaqub.
1864 wurde Friedrich Wigger zum (dritten) Archivar ernannt, 1876 zum Archivrat und 1883 zum Geheimen Archivrat. 1876 übernahm er faktisch die Geschäfte des Vereins für mecklenburgische Geschichte, die Georg Christian Friedrich Lisch bis 1879 nominell behielt. 1880 wurde er als Erster Sekretär Leiter der „Mecklenburgischen Jahrbücher“ und Erster Archivar des Großherzoglichen Archivs.

## Familie
1855 heiratete Friedrich Wigger in Pinnow (bei Schwerin) Christine Louise Auguste Friedrike Franziska Schencke, mit der er dann vier Kinder hatte.

## Auszeichnungen
- Hausorden der Wendischen Krone, Ritter[4]
- Roter Adlerorden, 4. Klasse

## Werke
Friedrich Wigger publizierte seine landesgeschichtlichen Erkenntnisse zumeist in den Jahrbüchern des Vereins für mecklenburgische Geschichte und war dort zeitweilig auch für die „Quartalsberichte“ des Vereins verantwortlich. Seine „Stammtafeln des Großherzoglichen Hauses von Meklenburg“ sowie sein „Verzeichniß der Grabstätten des Großherzoglichen Hauses von Meklenburg“, beide enthalten im Jubiläums-Band 50 (1885) der Jahrbücher, gelten bis heute als wichtigste und verlässlichste Quelle zur Genealogie des mecklenburgischen Fürstenhauses.